# Acentrogobius caninus
 Acentrogobius caninus  es una especie de pez de la familia de los Gobiidae en el orden de los Perciformes.

## Morfología
Los machos pueden llegar a alcanzar los 13 cm de longitud total.

## Alimentación
Come invertebrados.

## Hábitat
Es un pez de Clima tropical y demersal.

## Distribución geográfica
Se encuentra en Australia, Bangladés, Camboya, la China (incluyendo Hong Kong), la India, Indonesia, Palau, las Filipinas, las Seychelles, Taiwán, Tanzania, Tailandia y el Vietnam. 

## Observaciones
Es inofensivo para los humanos. 

## Uso comercial
Se comercializa fresco en el delta del río Mekong.